# El postre de la alegría (Paulette)
El postre de la alegría (Paulette) (Paulette en V. O.) es una película cómica francesa de 2012 dirigida por Jêrome Enrico y coescrita junto con Bianca Olsen, Laurie Aubanel y Cyril Rambour.

## Argumento
Paulette (Bernadette Lafont) es una mujer anciana que incapaz de hacer frente a sus deudas debido a su ínfima pensión, le es embargada todos sus bienes. Desesperada por obtener ganancias, decide visitar a Vito (Paco Boublard), un traficante de drogas de su barrio que aunque reticente al principio, decide darle una oportunidad como mula para distribuir el cannabis aprovechando las nulas sospechas que puede levantar una anciana.
Aprovechando que tuvo una brasserie, hace repostería con la droga obteniendo ingresos significativos para deleite de Taras (Miglen Mirtchev), jefe de Vito, el cual pretende introducir la droga en las escuelas.

## Reparto
- Bernadette Lafont es Paulette.
- Carmen Maura es Maria.
- Dominique Lavanant es Lucienne.
- Françoise Bertin es Renée "Alzheimer".
- André Penvern es Walter.
- Ismaël Dramé es Léo.
- Jean-Baptiste Anoumon es Ousmane.
- Axelle Laffont es Agnès.
- Paco Boublard es Vito.
- Aymen Saïdi es Rachid.
- Kamel Laadaili es Momo.
- Pascal Nzonzi es Padre Baptiste.
- Lionnel Astier es Fred.
- Mathias Melloul es Jérémy.
- Yvonne Gradelet es Ginette.
- Miglen Mirtchev es Taras.